# Mocsárka-hegy
A Mocsárka-hegy 682 méteres hegy a Zempléni-hegységben, amelyre ráépült Baskó. Abaújszántótól 16 km-re északkeletre fekszik. A hegyet északon erdő borítja.

## Földrajz
Abaújszántó 16 km-re délkeletre fekszik. A regéci 13 km-re délre a Boldogkői vártól 8 km-re keletre fekszik.